# يونكرز إي أف 128
The Junkers EF 128 كانت مقاتلة نفاثة صممها يونكرز لمسابقة تصميم لصالح سلاح الو النازي الخاصة برنامج مقاتلة الطوارئ خلال الحرب العالمية الثانية. 
سيتم تشغيل هذه المقاتلة بواسطة محرك تيربيني Heinkel HeS 011 ‏ وسلحت بأربعة مدافع أم كيه 108، تصل سرعتها إلى 1000   كم / ساعة على ارتفاع 7000 م. كان من المتوقع أن يبدأ الإنتاج في السلسلة في منتصف عام 1945.

## التاريخ
كجزء من برنامج مقاتلة الطوارئ (بالألمانية: Jägernotprogramm)، في بداية عام 1945، تم إطلاق البرنامج من قبل أوبركوماندو دير لوفتفافه من أجل استبدال He 162 Spatz ،  الفائز في مسابقة التصميم «مقاتلة الشعب» السابقة. كان المقصود من الطائرة الجديدة الحصول على أداء فائق من أجل التعامل مع التهديدات المرتفعة مثل بوينغ بي-29 سوبر فورترس. ولتلبية هذا المطلب، زودت بمحرك تيربيني Heinkel HeS 011 ‏ واحد.
اجتذبت هذه المقاتلة الأكثر تقدماً اهتمامًا أكثر من Miniaturjäger بين الشركات المصنعة للطائرات الألمانية، ولكن في وقت استسلام ألمانيا النازية في الحرب العالمية الثانية ، تم تصميم النماذج فقط.  نظرية الاجتياح التي شملت الخشب في بنائها. كان هناك بديل متوقع لمقاتلة في جميع الأحوال الجوية / ليلية مقعدين مع جسم طائرة مطول. 

## روابط خارجية
- يونكرس Ef 128 صورة
- لوفت '46 الصور
- أسلحة سرية من Luftwaffe